# 마도구사 달리아는 고개 숙이지 않아 ~오늘부터 자유로운 장인 생활~
마도구사 달리아는 고개 숙이지 않아 ~오늘부터 자유로운 장인 생활~(魔導具師ダリヤはうつむかない ～今日から自由な職人ライフ～)은 일본의 라이트 노벨이다. 아마기시 히사야 작가의 시리즈이다. 이 시리즈는 2018년 4월 소설가가 되자 웹사이트에서 시작되었으며, 2018년 10월부터 미디어팩토리에서 케이의 일러스트레이션과 함께 인쇄본으로 출판되었다. 9권이 출시되었다. 카마다와 스미가와 메구미가 그린 두 편의 만화 각색은 2019년 4월 월간 콤프 에이스 매거진과 매그 코미(Mag Comi) 웹사이트에서 연재를 시작했다. 첫 번째 시리즈는 2권으로 구성된 챕터로 2020년 2월 연재를 완료한 반면, 두 번째 시리즈는 6권으로 출판되었다. 타이푼 그래픽스와 이매지카 인포스(Imagica Infos)가 제작한 애니메이션 TV 시리즈는 2024년 7월에 첫 방송될 예정이다.

## 전제
마법 장치 장인 달리아는 환생한 여성으로, 약혼자 토비아스로부터 동거 직후 약혼을 취소하고 싶다는 말을 듣는다. 그녀는 결혼을 원하지 않았기 때문에 기꺼이 이에 따른다. 대신 그녀의 기술에 집중한다. 이로 인해 그녀는 울프레드라는 지역 기사와 친구가 된다.